# Rhantus dani
Rhantus dani är en skalbaggsart som beskrevs av Michael Balke 2001. Rhantus dani ingår i släktet Rhantus och familjen dykare. Inga underarter finns listade i Catalogue of Life.